# Non abbiamo armi
| Recensione       | Giudizio |
| ---------------- | -------- |
| All Music Italia | 9/10     |
| Rockol           | 7/10     |

Non abbiamo armi è il terzo album in studio del cantautore albanese Ermal Meta, pubblicato il 9 febbraio 2018 dalla Mescal.

## Descrizione
Contiene dodici brani inediti, tra cui il brano Non mi avete fatto niente in duetto con Fabrizio Moro e vincitore del Festival di Sanremo 2018, e Le luci di Roma, omaggio alla capitale italiana. La copertina ritrae Meta in primo piano e con tono giallo, colore che «rappresenta la vita» a detta del cantautore.

## Tracce
1. Non mi avete fatto niente (con Fabrizio Moro) – 3:28 (Ermal Meta, Fabrizio Moro, Andrea Febo)
2. Dall'alba al tramonto – 3:24 (Ermal Meta, Dario Faini, Vanni Casagrande)
3. 9 primavere – 3:45 (Ermal Meta)
4. Non abbiamo armi – 4:10 (Ermal Meta, Angelica Schiatti, Stefano Verderi)
5. Io mi innamoro ancora – 3:28 (Matteo Buzzanca, Domenico Calabrò, Ermal Meta)
6. Le luci di Roma – 3:42 (Ermal Meta, Gianni Pollex, Roberto William Guglielmi)
7. Caro Antonello – 4:55 (Ermal Meta)
8. Il vento della vita – 3:20 (Gianni Pollex, Ermal Meta, Francesco Cianciola)
9. Amore alcolico – 3:57 (Ermal Meta)
10. Quello che ci resta – 3:31 (Ermal Meta, Roberto Cardelli)
11. Molto bene, molto male – 3:01 (Ermal Meta, Emiliano Bassi)
12. Mi salvi chi può – 5:54 (Ermal Meta, Roberto Cardelli)

## Formazione
Musicisti
- Ermal Meta – voce e cori, chitarra (tracce 1, 4, 6, 9-12), arrangiamento (eccetto traccia 5), sintetizzatore (tracce 2-4, 7-9, 11-12), programmazione (tracce 2-4, 7-9), basso (tracce 3 e 7), pianoforte (traccia 4, 8 e 12), strumenti ad arco (traccia 4), clavinet (traccia 9)
- Fabrizio Moro – voce, cori, chitarra e arrangiamento (traccia 1)
- Roberto Cardelli – pianoforte (tracce 1, 6, 7, 10 e 12), sintetizzatore (tracce 1-4, 8, 10 e 12), arrangiamento (eccetto traccia 5), programmazione (tracce 2-4, 7-9, 12), Rhodes (traccia 3), Hammond (tracce 3 e 12), strumenti ad arco (traccia 4)
- Emiliano Bassi – batteria (tracce 1-4, 6, 8, 9 e 11), sintetizzatore, programmazione e arrangiamento (traccia 11)
- Andrea Torresani – basso (tracce 1-2, 4-6, 8-10, 12)
- Feyzi Brera – strumenti ad arco (tracce 1, 3, 6 e 10)
- Michele Quaini – chitarra (tracce 2 e 8)
- Dario Faini – sintetizzatore, programmazione e arrangiamento (traccia 2)
- Vanni Casagrande – sintetizzatore, programmazione e arrangiamento (traccia 2)
- Matteo Buzzanca – cori, sintetizzatore, programmazione e arrangiamento (traccia 5)
- Domenico Calabrò – chitarra (traccia 5)
- Giordano Colombo – batteria (tracce 5, 10 e 12)
- Gianni Pollex – sintetizzatore e arrangiamento (tracce 6 e 8), programmazione (traccia 8)

Produzione
- Ermal Meta – produzione (eccetto traccia 5), registrazione
- Roberto Cardelli – produzione (eccetto traccia 5)
- Cristian Milani – missaggio (eccetto traccia 5)
- Giordano Colombo – registrazione
- Simone Bertolotti – registrazione
- Antonio Baglio – mastering
- Matteo Buzzanca – produzione (traccia 5)
- Mattia Panzarini – produzione aggiuntiva (traccia 5)
- Sabino Cannone – missaggio (traccia 5)

## Classifiche
| Classifica (2018) | Posizione massima |
| ----------------- | ----------------- |
| Italia            | 1                 |